# Proacidalia pallida
Proacidalia pallida är en fjärilsart som beskrevs av Tutt 1896. Proacidalia pallida ingår i släktet Proacidalia och familjen praktfjärilar. Inga underarter finns listade i Catalogue of Life.